# Електроконвулзивна терапија
Електроконвулзивна терапија је третман који примењују неуролози и психијатри, у коме се пацијенту изазивају конвулзије одређеним количинама електричне енергије. Примењује се код пацијената који пате од одређених тежих менталних поремећаја укључујући депресију, поремећаје расположења и психозе, када лекови и други третмани не дају резултате.